# Indus (Schiff, 1935)
Die Indus (L67,ab 1940: U67) war der vierte Neubau einer Sloop für die Royal Indian Navy nach dem Ersten Weltkrieg. Sie war ein Nachbau der 1930 ausgelieferten Hindustan. Wegen ihrer Bewaffnung mit 120-mm-Kanonen wurde sie aber der Grimsby-Klasse zugerechnet. Die nach dem Fluss Indus benannte Sloop lief 1934 vom Stapel und wurde 1942 von japanischen Flugzeugen nahe Akyab auf 20° 7′ N, 92° 50′ O versenkt.

## Geschichte des Schiffs
Die Indus entstand im Auftrag der Regierung Britisch Indiens vom August 1933 bis zum März 1935 auf der Werft Hawthorn, Leslie & Co. in Hebburn am Tyne. Das Schiff wurde im August 1933 bestellt, seine Kiellegung erfolgte am 8. Dezember 1933 und der Stapellauf fand am 24. August 1934 statt. In seinen Maßen und seiner Ausrüstung für den Einsatz in tropischen Gewässern entsprach die Indus weitgehend der 1929/30 von Swan Hunter gebauten Hindustan. Die Bauwerft hatte bei Auftragsvergabe schon die beiden Sloops der Bridgewater-Klasse für die Royal Navy gebaut und für zwei bei Swan Hunter gebaute Sloops der Hastings-Klasse und die Hindustan die Maschinen geliefert. Dazu fertigte sie zwei 950-ts-Sloops ähnlich der Bridgewater-Klasse und zwei größere 1785-ts-330-ft-Sloops für die Portugiesische Marine.

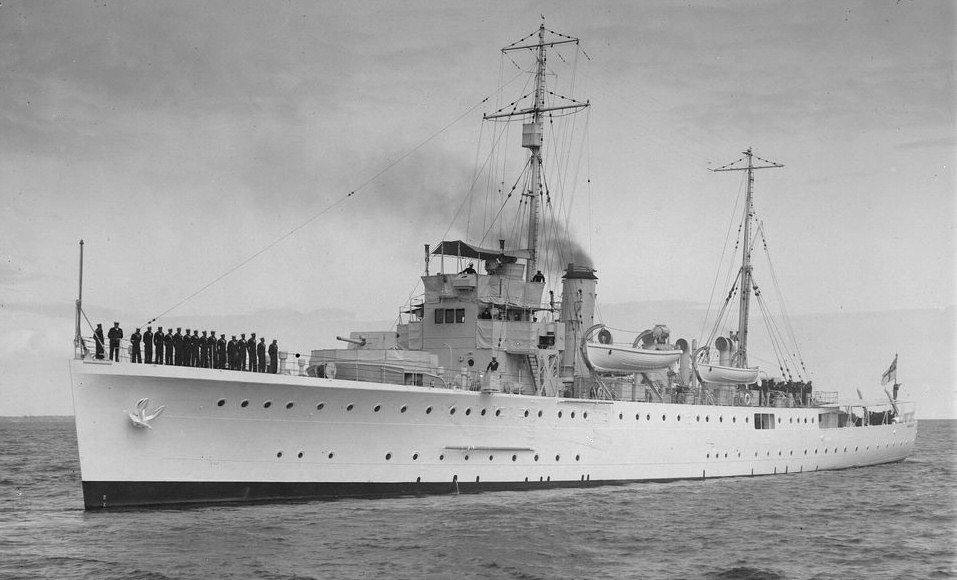
Die Halbschwester Hindustan

Die Indus war mit einer Länge von 90,32 m (296,3 ft) so lang wie die Hindustan, aber über 9 m länger als die gleichzeitig für die Royal Navy entstehenden „Escort Sloops“ der Grimsby-Klasse (81,15 m / 266,25 ft) und auch länger als die vorangegangenen Sloops der Shoreham-Klasse (85,64 m / 281 ft), der Rumpf war jedoch mit 10,82 m (35,5 ft) Breite und 3,28 m (10,75 ft) Tiefgang zwar etwas breiter als die Hindustan, aber etwas schmaler und tiefer gehend als der Rumpf der Grimsby-Klasse. Von der Bewaffnung der Grimsby-Klasse fehlte der Indus deren 76-mm-Flak. Abweichend von der Grimsby-Klasse war das Schiff für den Einsatz als Minensucher vorbereitet.

### Einsatzgeschichte
Mit dem Ausbruch des Zweiten Weltkriegs unterstand die Indus der East India Station der Royal Navy und wurde mit der Hindustan zur „Persian Gulf Division“ verlegt, um dort Sloops der Royal Navy abzulösen. Als Italien im Juni 1940 in den Krieg eintrat, gab es im Stationsgebiet auch feindliche Stützpunkte durch die italienischen Marineeinheiten in Italienisch-Ostafrika. Die Indus wurde schon bald zum Roten Meer verlegt, um britische Geleitzüge zwischen Aden und Suez zu sichern. Nach italienischen Luftangriffen auf den Konvoi BN.7 schon kurz nach dem Abmarsch in Aden versuchten in der Nacht auf den 21. Oktober 1940 vier italienische Zerstörer im Roten Meer den Konvoi (32 Handelsschiffe, gesichert durch den Leichten Kreuzer Leander, den Zerstörer Kimberley, die Sloops Auckland (RN), Yarra (RAN) und Indus (RIN) sowie zwei Minensucher) anzugreifen. Die Angreifer wurden von der Sicherung abgedrängt.
Um die Italiener an weiteren Aktivitäten zu hindern und den britischen Verkehr durch das Rote Meer nach Ägypten zu sichern, bildete die Royal Navy eine „Red Sea Force“ als Teil der Mediterranean Fleet, die Aden und Port Sudan als Stützpunkte und Bombay als Reparaturbasis nutzte. Zum Jahreswechsel 1941 gehörten zur „Red Sea Force“ die Leichten Kreuzer Leander und Caledon, der Flak-Kreuzer Carlisle, vier Zerstörer der K-Klasse und neun Sloops (Auckland, Flamingo , Grimsby und Shoreham der Royal Navy, die australischen Parramatta und Yarra sowie die indischen Clive, Hindustan und Indus) sowie einige Hilfsschiffe.
Am 10. Juni 1941 landete ein Verband der „Red Sea Force“, bestehend aus dem neuen Kreuzer Dido, dem Hilfskreuzer Chakdina, den indischen Sloops Clive und Indus und einem Transporter, ein indisches Bataillon in Assab (Operation Chronometer), womit die Italiener ihren letzten Hafen am Roten Meer verloren. Die Indus blieb mit ihrer Halbschwester Hindustan anschließend bis zum Kriegseintritt Japans in Aden stationiert und verlegte zum Jahresende nach Indien.

### Das Ende derIndus

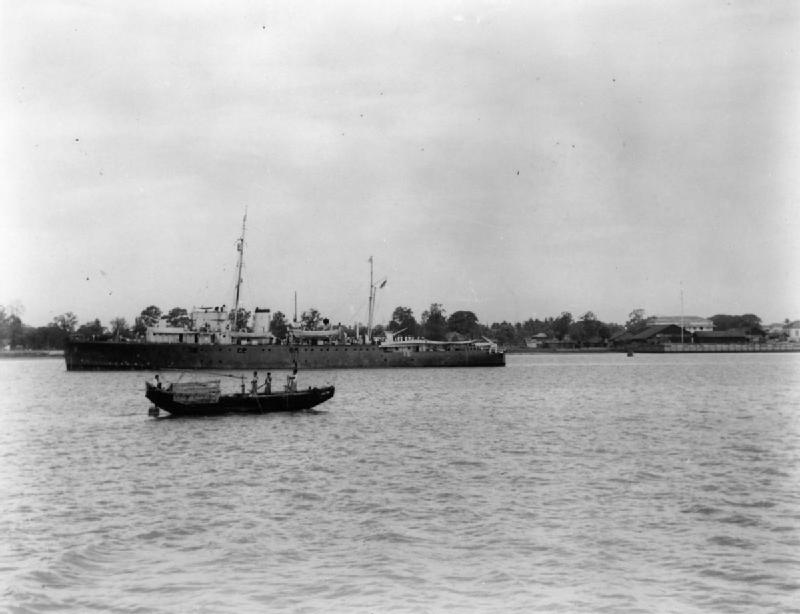
Die Indus in Akyab Anfang 1942

Die Indus sicherte in den folgenden Monaten meist Transporte von indischen Häfen nach Burma.
Als im März 1942 die British Indian Army und die British Army bereits Rangoon geräumt hatten, um nicht von der japanischen Armee vernichtet zu werden, die auch die Lufthoheit hatte, zog die Eastern Fleet ihre Einheiten nicht von der Küste Burmas ab, wo Indus und die neuere Sloop Sutlej noch Überwachungsfahrten vor Akyab durchführten. Am 6. April 1942 wurde die Indus von landgestützten Mitsubishi-G3M-Bombern angegriffen. Die Indus, die über keine wirksamen Waffen zur Flugzeugabwehr verfügte, erhielt bei dem Luftangriff drei direkte Bombentreffer und sank innerhalb von 35 Minuten. Glücklicherweise konnten die Besatzungsmitglieder gerettet werden. Nur zehn von ihnen wurden verwundet.